# Tesuquea hawleyana
Tesuquea hawleyana is een vlinder uit de familie van de Carposinidae. De wetenschappelijke naam van de soort is voor het eerst geldig gepubliceerd in 1936 door Klots.